# Општина Тампико (Тамаулипас)
Тампико (шп. Tampico) општина је у Мексику у савезној држави Тамаулипас. Општина се налази на надморској висини од 30 м.

## Становништво
Према подацима из 2010. у општини је живело 297554 становника.

### Хронологија
| Година       | 2000                     | 2005                     | 2010                     |
| ------------ | ------------------------ | ------------------------ | ------------------------ |
| Становништво | 295442 (141046 / 154396) | 303924 (145475 / 158449) | 297554 (142334 / 155220) |

### Попис
| \| \| м \| \| \| ж \| \| 0—2 \| 6.469 \| \| \| 6.111 \| \| 3—5 \| 6.703 \| \| \| 6.479 \| \| 6—11 \| 14.535 \| \| \| 13.977 \| \| 12—14 \| 6.968 \| \| \| 6.763 \| \| 15—17 \| 7.168 \| \| \| 7.300 \| \| 18—24 \| 17.646 \| \| \| 17.827 \| \| 60+ \| 14.982 \| \| \| 19.896 \| \| Просек : \| 31,5 \| \| \| 33,2 \| |        |  |  |        |
| |        |  |  |        |
| | м      |  |  | ж      |
| 0—2 | 6.469  |  |  | 6.111  |
| 3—5 | 6.703  |  |  | 6.479  |
| 6—11 | 14.535 |  |  | 13.977 |
| 12—14 | 6.968  |  |  | 6.763  |
| 15—17 | 7.168  |  |  | 7.300  |
| 18—24 | 17.646 |  |  | 17.827 |
| 60+ | 14.982 |  |  | 19.896 |
| Просек : | 31,5   |  |  | 33,2   |

| #   | Индикатор                                                                                        | Вредност |
| --- | ------------------------------------------------------------------------------------------------ | -------- |
| 1   | Становништво од 0 до 2 године                                                                    | 12580    |
| 2   | Мушко становништво од 0 до 2 године                                                              | 6469     |
| 3   | Женско становништво од 0 до 2 године                                                             | 6111     |
| 4   | Становништво са 3 и више година                                                                  | 279998   |
| 5   | Мушко становништво са 3 и више година                                                            | 133382   |
| 6   | Женско становништво са 3 и више година                                                           | 146616   |
| 7   | Становништво са 5 и више година                                                                  | 271162   |
| 8   | Мушко становништво са 5 и више година                                                            | 128887   |
| 9   | Женско становништво са 5 и више година                                                           | 142275   |
| 10  | Становништво са 12 и више година                                                                 | 238304   |
| 11  | Мушко становништво са 12 и више година                                                           | 112144   |
| 12  | Женско становништво са 12 и више година                                                          | 126160   |
| 13  | Становништво са 15 и више година                                                                 | 224573   |
| 14  | Мушко становништво са 15 и више година                                                           | 105176   |
| 15  | Женско становништво са 15 и више година                                                          | 119397   |
| 16  | Становништво са 18 и више година                                                                 | 210105   |
| 17  | Мушко становништво са 18 и више година                                                           | 98008    |
| 18  | Женско становништво са 18 и више година                                                          | 112097   |
| 19  | Становништво од 3 до 5 година                                                                    | 13182    |
| 20  | Мушко становништво од 3 до 5 година                                                              | 6703     |
| 21  | Женско становништво од 3 до 5 година                                                             | 6479     |
| 22  | Становништво од 6 до 11 година                                                                   | 28512    |
| 23  | Мушко становништво од 6 до 11 година                                                             | 14535    |
| 24  | Женско становништво од 6 до 11 година                                                            | 13977    |
| 25  | Становништво од 8 до 14 година                                                                   | 33040    |
| 26  | Мушко становништво од 8 до 14 година                                                             | 16838    |
| 27  | Женско становништво од 8 до 14 година                                                            | 16202    |
| 28  | Становништво од 12 до 14 година                                                                  | 13731    |
| 29  | Мушко становништво од 12 до 14 година                                                            | 6968     |
| 30  | Женско становништво од 12 до 14 година                                                           | 6763     |
| 31  | Становништво од 15 до 17 година                                                                  | 14468    |
| 32  | Мушко становништво од 15 до 17 година                                                            | 7168     |
| 33  | Женско становништво од 15 до 17 година                                                           | 7300     |
| 34  | Становништво од 18 до 24 године                                                                  | 35473    |
| 35  | Мушко становништво од 18 до 24 године                                                            | 17646    |
| 36  | Женско становништво од 18 до 24 године                                                           | 17827    |
| 37  | Женско становништво од 15 до 49 година                                                           | 82932    |
| 38  | Становништво са 60 и више година                                                                 | 34878    |
| 39  | Мушко становништво са 60 и више година                                                           | 14982    |
| 40  | Женско становништво са 60 и више година                                                          | 19896    |
| 41  | Однос између мушкараца и жена                                                                    | 91.7     |
| 42  | Становништво од нуле до 14 година                                                                | 68005    |
| 43  | Становништво од 15 до 64 године                                                                  | 200965   |
| 44  | Становништво од 65 година и више                                                                 | 23608    |
| 45  | Просечан број деце                                                                               | 1.93     |
| 46  | Становништво рођено у ентитету                                                                   | 218111   |
| 47  | Мушко становништво рођено у ентитету                                                             | 106144   |
| 48  | Женско становништво рођено у ентитету                                                            | 111967   |
| 49  | Становништво рођено у другом ентитету                                                            | 68605    |
| 50  | Мушко становништво рођено у другом ентитету                                                      | 30712    |
| 51  | Женско становништво рођено у другом ентитету                                                     | 37893    |
| 52  | Становништво од 5 година и више резидентно у ентитету у јуну 2005. године                        | 254769   |
| 53  | Мушко становништво старосног доба од 5 година и више, резидентно у ентитету у јуну 2005. године  | 120729   |
| 54  | Женско становништво старосног доба од 5 и више година, резидентно у ентитету у јуну 2005. године | 134040   |
| 55  | Становништво од 5 година и више које је живело у другом ентитету у јуну 2005. године             | 9942     |
| 56  | Мушко становништво старије од 5 година које је живело у другом ентитету у јуну 2005. године      | 4751     |
| 57  | Женско становништво старије од 5 година које је живело у другом ентитету у јуну 2005. године     | 5191     |
| 58  | Становништво од 3 године и више које говори аутохтони језик                                      | 2470     |
| 59  | Мушко становништво старо 3 године и више које говори аутохтони језик                             | 1146     |
| 60  | Женско становништво старо 3 године и више које говори аутохтони језик                            | 1324     |
| 61  | Становништво од 3 године и више које говори аутохтони језик и не говори шпански језик            | 2        |
| 62  | Мушко становништво старо 3 године и више које говори аутохтони језик и не говори шпански         | 1        |
| 63  | Женско становништво старо 3 године и више које говори аутохтони језик и не говори шпански језик  | 1        |
| 64  | Становништво старо 3 године и више које говори аутохтони језик и шпански                         | 2026     |
| 65  | Мушко становништво старо 3 године и више које говори аутохтони језик и шпански                   | 926      |
| 66  | Женско становништво старо 3 године и више које говори аутохтони језик и шпански                  | 1100     |
| 67  | Становништво од 5 година и више које говори аутохтони језик                                      | 2451     |
| 68  | Становништво од 5 година и више које говори аутохтони језик и не говори шпански језик            | 2        |
| 69  | Становништво од 5 година и више које говори аутохтони језик и говори шпански језик               | 2023     |
| 70  | Становништво у домородачким домаћинствима                                                        | 5333     |
| 71  | Становништво са ограничењима у активностима                                                      | 11494    |
| 72  | Становништво са ограниченим ходањем или кретањем, горе или доле                                  | 6215     |
| 73  | Становници са ограничењима вида, чак и уз кориштење сочива                                       | 3243     |
| 74  | Становништво са ограничењима говора, комуникације или конверзације                               | 991      |
| 75  | Становништво са ограниченим слухом                                                               | 1032     |
| 76  | Становништво са ограничењима при одевању, купању или јелу                                        | 610      |
| 77  | Становништво са ограничењима у опажању или учењу једноставних ствари                             | 463      |
| 78  | Становништво са менталним ограничењима                                                           | 1349     |
| 79  | Становништво без ограничења активности                                                           | 275637   |
| 80  | Становништво од 3 до 5 година које не похађа школу                                               | 5057     |
| 81  | Мушко становништво од 3 до 5 година које не похађа школу                                         | 2577     |
| 82  | Женско становништво од 3 до 5 година које не похађа школу                                        | 2480     |
| 83  | Становништво од 6 до 11 година које не похађа школу                                              | 564      |
| 84  | Мушко становништво од 6 до 11 година које не похађа школу                                        | 298      |
| 85  | Женско становништво од 6 до 11 година које не похађа школу                                       | 266      |
| 86  | Становништво од 12 до 14 година које не похађа школу                                             | 556      |
| 87  | Мушко становништво од 12 до 14 година које не похађа школу                                       | 316      |
| 88  | Женско становништво од 12 до 14 година које не похађа школу                                      | 240      |
| 89  | Становништво од 15 до 17 година похађа школу                                                     | 11595    |
| 90  | Мушко становништво од 15 до 17 година похађа школу                                               | 5736     |
| 91  | Женско становништво између 15 и 17 година живота у школи                                         | 5859     |
| 92  | Становништво од 18 до 24 године похађа школу                                                     | 14643    |
| 93  | Мушко становништво од 18 до 24 године похађа школу                                               | 7683     |
| 94  | Женско становништво од 18 до 24 године похађа школу                                              | 6960     |
| 95  | Становништво од 8 до 14 година које не може да чита и пише                                       | 397      |
| 96  | Мушко становништво старосног доба од 8 до 14 година које не може да чита и пише                  | 234      |
| 97  | Женско становништво старосног доби од 8 до 14 година које не може да чита и пише                 | 163      |
| 98  | Становништво од 15 година и више које је неписмено                                               | 4564     |
| 99  | Мушко становништво од 15 година и више које је неписмено                                         | 1608     |
| 100 | Женско становништво од 15 година и више које је неписмено                                        | 2956     |
| 101 | Становништво старо 15 и више година без школовања                                                | 6184     |
| 102 | Мушко становништво старо 15 и више година без школовања                                          | 2319     |
| 103 | Женско становништво старо 15 и више година без школовања                                         | 3865     |
| 104 | Становништво старосног доба 15 и више година са непотпуним основним образовањем                  | 15465    |
| 105 | Мушко становништво старосног доба од 15 година и више са непотпуном основним образовањем         | 6470     |
| 106 | Женско становништво старосног доба 15 и више година са непотпуном основним образовањем           | 8995     |
| 107 | Становништво старо 15 и више година са комплетним основним образовањем                           | 29235    |
| 108 | Мушко становништво старо 15 година и више са комплетним основним образовањем                     | 12423    |
| 109 | Женско становништво старо 15 и више година са комплетним основним образовањем                    | 16812    |
| 110 | Становништво старосног доба 15 и више година са непотпуним средњим образовањем                   | 8057     |
| 111 | Мушко становништво старосног доба од 15 година и више са непотпуним средњим образовањем          | 4460     |
| 112 | Женско становништво старосног доба од 15 година и више са непотпуним средњим образовањем         | 3597     |
| 113 | Становништво старо 15 и више година са пуним секундарном образовањем                             | 38188    |
| 114 | Мушко становништво старосног доба од 15 година и више са пуним секундарном образовањем           | 18982    |
| 115 | Женско становништво старосног доба од 15 година и више са пуним секундарном образовањем          | 19206    |
| 116 | Становништво старије од 18 година са постосновним образовањем                                    | 113030   |
| 117 | Мушко становништво старије од 18 година са постосновним образовањем                              | 54596    |
| 118 | Женско становништво старије од 18 година са постосновним образовањем                             | 58434    |
| 119 | Просечна оцена школовања                                                                         | 10.55    |
| 120 | Просечан ниво образовања мушке популације                                                        | 10.78    |
| 121 | Просечан ниво образовања женског становништва                                                    | 10.34    |
| 122 | Економски активно становништво                                                                   | 127520   |
| 123 | Економски активна мушка популација                                                               | 77988    |
| 124 | Економски активна женска популација                                                              | 49532    |
| 125 | Становништво које није економски активно                                                         | 106509   |
| 126 | Мушко становништво које није економски активно                                                   | 31974    |
| 127 | Женско становништво које није економски активно                                                  | 74535    |
| 128 | Запослено становништво                                                                           | 120998   |
| 129 | Запослено мушко становништво                                                                     | 73164    |
| 130 | Запослено женско становништво                                                                    | 47834    |
| 131 | Незапослена популација                                                                           | 6522     |
| 132 | Незапослена мушка популација                                                                     | 4824     |
| 133 | Незапослена женска популација                                                                    | 1698     |
| 134 | Становништво без права на здравствене услуге                                                     | 69341    |
| 135 | Становништво које има право на здравствене услуге                                                | 218548   |
| 136 | Становништво које има право на ИМСС                                                              | 131338   |
| 137 | Становништво које има право на социјално осигурање                                               | 19307    |
| 138 | Становништво које има право на државно социјално осигурање                                       | 857      |
| 139 | Становништво које има право на опште осигурање или здравствено осигурање за нову генерацију      | 41375    |
| 140 | Становништво које је било једном или није било у браку током 12 година и више                    | 85203    |
| 141 | Венчано или уједињено становништво од 12 година и више                                           | 122240   |
| 142 | Становништво које је било у браку или уједињено 12 година и више                                 | 26974    |
| 143 | Становништво са католичком религијом                                                             | 238793   |
| 144 | Протестанти, еванђелисти и библијски следбеници различити од еванђелиста                         | 34899    |
| 145 | Становништво са другим религијама различитим од претходних                                       | 121      |
| 146 | Становништво без религије                                                                        | 10813    |
| 147 | Укупно пописаних домаћинства                                                                     | 84736    |
| 148 | Пописна домаћинства на челу са мушкарцима                                                        | 60108    |
| 149 | Пописна домаћинства на челу са женама                                                            | 24628    |
| 150 | Становништво у пописним домаћинствима                                                            | 292099   |
| 151 | Становништво у пописним домаћинствима на челу са мушкарцима                                      | 218947   |
| 152 | Становништво у пописним домаћинствима на челу са женама                                          | 73152    |
| 153 | Укупно домаћинстава                                                                              | 102661   |
| 154 | Укупно насељених домаћинстава                                                                    | 86325    |
| 155 | Укупно приватних кућа                                                                            | 101072   |
| 156 | Насељени приватни домови                                                                         | 84736    |
| 157 | Укупно насељених приватних кућа                                                                  | 86307    |
| 158 | Ненасељене приватне куће                                                                         | 12987    |
| 159 | Појединачна домаћинства за привремену употребу                                                   | 3349     |
| 160 | Становници у насељеним приватним кућама                                                          | 292099   |
| 161 | Насељеност станара у приватним становима                                                         | 3.45     |
| 162 | Просечно становника по соби у приватним насељеним домаћинствима                                  | 0.87     |
| 163 | Појединачна домаћинства са подовима од различитих материјала од земље                            | 81925    |
| 164 | Појединачна домаћинства у приземљу                                                               | 932      |
| 165 | Појединачна домаћинства са једном спаваћом собом                                                 | 27322    |
| 166 | Појединачна домаћинства са две спаваће собе и више                                               | 55723    |
| 167 | Појединачна домаћинства са једним собом                                                          | 5792     |
| 168 | Појединачна домаћинства са две собе                                                              | 10179    |
| 169 | Појединачна домаћинства са 3 собе и више                                                         | 66966    |
| 170 | Појединачна домаћинства која имају електрично светло                                             | 83022    |
| 171 | Појединачна домаћинства која немају електрично светло                                            | 246      |
| 172 | Појединачна домаћинства која имају водоводну воду у стамбеном простору                           | 82236    |
| 173 | Појединачна домаћинства која немају водоводну воду у стамбеном простору                          | 817      |
| 174 | Појединачна домаћинства која имају тоалет                                                        | 82711    |
| 175 | Појединачна домаћинства која имају канализацију                                                  | 82207    |
| 176 | Појединачна домаћинства која немају канализацију                                                 | 750      |
| 177 | Појединачна домаћинства која имају електрично светло, довод воде из јавне мреже и канализацију   | 81548    |
| 178 | Појединачна домаћинства без икаквих услова                                                       | 357      |
| 179 | Појединачна домаћинства која имају радио                                                         | 66949    |
| 180 | Појединачна домаћинства која имају телевизор                                                     | 81206    |
| 181 | Појединачна домаћинства која имају фрижидер                                                      | 77760    |
| 182 | Појединачна домаћинства која имају машину за веш                                                 | 67624    |
| 183 | Појединачна домаћинства која имају аутомобил или комби                                           | 36567    |
| 184 | Појединачна домаћинства која имају рачунар                                                       | 35894    |
| 185 | Појединачна домаћинства која имају фиксну телефонску линију                                      | 50111    |
| 186 | Појединачна домаћинства која имају мобилни телефон                                               | 67237    |
| 187 | Појединачна домаћинства која имају приступ интернету                                             | 30672    |